# Club Deportivo Español (Valladolid)
El Club Deportivo Español fue un club de fútbol de la ciudad de Valladolid. Fue fundado en 1923 (aunque inscrito oficialmente el 4 de enero de 1924) y desapareció el 20 de junio de 1928, fusionado con el Real Unión Deportiva, para dar nacimiento al Real Valladolid.

## Historia
Fundado en 1924 tras fusión de la Española, Rubia, Racing y San Ildefonso. Ya en 1925 consigue su único Campeonato Regional Castellano siendo presidente Victoriano Rodríguez Vázquez de Prada, y dos años después quedaría subcampeón. De tendencia progresista, siempre permaneció a la sombra del Real Unión Deportiva, el primer equipo de la ciudad de Valladolid en aquellos momentos.

## Estadio
El Club Deportivo Español jugaba sus partidos en el campo del barrio de La Victoria, en Valladolid.

## Datos del club y palmarés
- Participaciones en la Copa del Rey de Fútbol: 2
- 1 Campeonato Regional Castellano-Leonés: 1925
- Nunca llegó a jugar ninguna competición liguera.

## Participaciones en la Copa del Rey
El Club Deportivo Español ha jugado dos ediciones de la Copa del Rey de Fútbol: 1925 y 1927.

### 1925
Cae en la liguilla de cuartos de final.
| J. | Partido                                                 |
| -- | ------------------------------------------------------- |
| 1  | Club Deportivo Español 1 - Celta de Vigo 6              |
| 2  | Real Stadium Club Ovetense 1 - Club Deportivo Español 0 |
| 3  | Celta de Vigo 7 - Club Deportivo Español 2              |
| 4  | Club Deportivo Español 2 - Real Stadium Club Ovetense 2 |

### 1927
Cae en la liguilla de Octavos de final.
| J. | Partido                                                |
| -- | ------------------------------------------------------ |
| 1  | Gimnástica de Torrelavega 4 - Club Deportivo Español 0 |
| 2  | Club Deportivo Español 0 - Celta de Vigo 3             |
| 3  | Fortuna 4 - Club Deportivo Español 3                   |
| 4  | Club Deportivo Español 2 - Fortuna 1                   |
| 5  | Club Deportivo Español 1 - Gimnástica de Torrelavega 1 |
| 6  | Celta de Vigo 8 - Club Deportivo Español 0             |

## Partidos internacionales
- Club Deportivo Español 2 - 6  Morawska Slavia de Brno

## Exjugadores
Pasaron por las filas del Club Deportivo Español jugadores como:
- Antonio Calvo
- Eugenio de la Fuente